# Савина (Свердловская область)
Савина — деревня (ранее село) в Пышминском городском округе Свердловской области России.

## География
Деревня Савина расположена в 6 километрах к юго-юго-западу от посёлка Пышма (по автомобильной дороге — в 8 километрах), на краю леса, на правобережной надпойменной террасе реки Пышмы, выше устья её правого притока — реки Колтошихи. Вблизи деревни множество небольших озёр старичного происхождения: Каменное, Быстрое и другие.

## История
По одной из версий, поселение получило название в честь крестьянина-первопоселенца по имени Савва. По другой версии, название Совинская (Савинская) деревня получила потому, что в лесах около поселения в большом количестве обитали совы.
Деревни Совину (Савину) и Тупицинскую основали братья Ощепковы, выходцы из центральных губерний, раскольники-беглопоповцы. Братья поселились сначала в Пышминской слободе, а потом переселились на новые места: один из братьев основал деревню Совину, а другой Тупицинскую. Первые упоминания о поселении относятся к 1647 году. Потомки первых поселенцев сохраняли воззрение раскольников-беглопоповцев, но позже многие приняли единоверие Казаковского прихода или перешли в православие Совинского прихода.
Деревня Совинская сначала входила в Пышминский приход, а в 1867 году, с освящением храма и становлением села, в образованный Совинский приход.
По состоянию на 1902 год, в селе жили крестьяне, все русские, занимались земледелием, скотоводством и смолокурением. В 1916 году село относилась к Пышминской волости.
В 1928 году село Савинское входило в Тимохинский сельсовет Пышминского района Шадринского округа Уральской области. В 1928 году в селе работала школа и кооператив.
Согласно областному закону № 85-ОЗ — Савина определена деревней.

## Церковь Параскевы Пятницы
В 1861 году на месте явления иконы Святой Великомученицы Параскевы, близ деревни Совиной, у реки Пышмы, была построена часовня.
12 мая 1863 года в деревне заложена каменная 1-престольная Параскевинская церковь, по благословению Архиепископа Пермского Высокопреосвященнаго Неофита. Храм строился трудами и средствами прихожан: кирпич делали и обжигали сами прихожане, известь и лес заготовляли на свои средства. Церковь освящена 12 марта 1867 года во имя великомученицы Параскевы.
С 1940 года служба не проводилась из-за отсутствия священника, но юридически церковь не закрывалась. В 1944 году возобновлено богослужение.
В 2003 году обустроен источник с родниковой водой, освящён в честь святой великомученицы Параскевы. Над источником возведен деревянный сруб с навесом, на крыше установлен крест.
В 2007—2009 годах построена новая часовня Параскевы Пятницы.

## Явление иконы мученицы Параскевы Пятницы
Существует предание, связанное с иконой мученицы Параскевы, которой посвящён храм. 
В Совинском храме хранится икона Св. Великомученицы Параскевы, чтимая явленною. По преданию, икона эта обретена близ деревни Совиной, у реки Пышмы, на пне девицею из фамилии Загудаевых. Как скоро было дано знать об этом обретении Пышминским священно-церковно-служителям, то они тотчас же перенесли её в Пышминскую Богоявленскую церковь, где она хранилась до пятка 9 недели по Пасхе; в этот день иконы сей в церкви не оказалось, по учиненному розыску икона оказалась на месте явления; такое чудесное явление случалось не по один год. По сему решено было построить на месте явления часовню, в которую 26 ноября 1861 года, по указу Пермской Духовной Консистории, икона перенесена была.
В память об этом событии каждый год в 9-ю пятницу по Пасхе, память мученицы Параскевы Пятницы, совершается крестный ход из храма к месту явления иконы на реке Пышме.

## Население
| 2002 | 2010 | 2021 |
| ---- | ---- | ---- |
| 206  | ↗215 | ↘211 |

- По данным на 1902 год, в Совинском приходе (селе Совинском, деревнях Чернышевой, Кочевки, Тупицинской, Шипуновой, Усть-Дернейской и Кручинино) жило 1776 человек (мужчин — 815, женщин — 961), все русские[3].
- По данным переписи 1926 года, в селе Савинское было 135 дворов с населением 544 человека (266 мужчин и 278 женщин), все русские[4].

## Инфраструктура
| Список улиц | Список улиц | Список улиц |
| #           | Тип         | Название    |
| ----------- | ----------- | ----------- |
| 1           | улица       | Уральская   |
| 2           | улица       | Свободы     |
| 3           | улица       | Береговая   |
| 4           | улица       | Ленина      |